# This Kiss
This Kiss – piosenka kanadyjskiej piosenkarki Carly Rae Jepsen wydana w 2012 roku przez 604, School Boy i Interscope jako singel z jej płyty Kiss.
Piosenkę napisali Carly Rae Jepsen, Matthew Koma, Kelly Covell oraz Redfoo z zespołu LMFAO. Koma i Redfoo zajęli się również produkcją. Teledysk do piosenki wyreżyserował Justin Francis. Klip został nakręcony we wrześniu 2012 w mieście Burbank w stanie Kalifornia, a wydany w październiku 2012. Choć nagranie zebrało pozytywne opinie ze strony krytyków muzycznych, to nie spotkało się z sukcesem komercyjnym, zwłaszcza w porównaniu z poprzednimi hitami Jepsen, „Call Me Maybe” i „Good Time”.

## Lista ścieżek
- Digital download[4]

1. „This Kiss” – 3:49

- Digital download (Remixes)[5]

1. „This Kiss” (Jason Nevins Remix) – 4:11
2. „This Kiss” (Digital Dog Remix) [Radio Edit] – 4:13
3. „This Kiss” (Brass Knuckles Remix) – 4:05
4. „This Kiss” (Mathieu Bouthier Remix) – 6:45

## Pozycje na listach przebojów
| Kraj                               | Pozycja |
| ---------------------------------- | ------- |
| Francja (SNEP)                     | 152     |
| Holandia (MegaCharts)              | 58      |
| Irlandia (IRMA)                    | 64      |
| Japonia (Japan Hot 100)            | 65      |
| Kanada (Canadian Hot 100)          | 23      |
| Niemcy (GfK Entertainment)         | 64      |
| Nowa Zelandia (Recorded Music NZ)  | 39      |
| Stany Zjednoczone (Hot 100)        | 86      |
| Wielka Brytania (UK Singles Chart) | 166     |